# Dassault Mirage IV
Die Mirage IV war ein strategischer Bomber für den Atombombeneinsatz bei den französischen strategischen Fliegerkräften (FAS) sowie als Aufklärungsflugzeug im Einsatz.

## Geschichte
Der Prototyp der mit Deltaflügeln ausgestatteten Mirage IV flog erstmals am 17. Juni 1959 mit Dassault-Cheftestpilot Roland Glavanny an Bord. Quer-, Höhen- und Seitenruder wurden elektrisch angesteuert, zusätzlich war ein mechanisches Backupsystem vorhanden.
Beim 33. Flug wurde vom Prototyp erstmals Mach 2 erreicht. Die Maschine diente später der Pilotenausbildung und verunglückte am 13. Februar 1963. Die erste von drei Vorserienmaschinen Mirage IVA flog am 12. Oktober 1961 zum ersten Mal. Diese besaßen gegenüber dem Prototyp die stärkeren Atar-9C-Triebwerke und waren um 3,6 m länger; die Tragflächen wiesen eine um 0,68 m vergrößerte Spannweite auf. Die dritte Maschine entsprach bereits dem Serienstand und war mit den wiederum stärkeren Atar-9K-Triebwerken und mit einer Luftbetankungssonde anstelle eines Staurohrs am Bug ausgerüstet. Durch diese Konstruktion musste das Radar in einem halbrunden Buckel unter dem Mittelrumpf untergebracht werden. Der Rumpf der Serienmaschinen wurde bei Sud Aviation hergestellt.
Als erste Einheit stellte die Escadron de Bombardement 1/91 Gascogne auf dem Militärflugplatz Mont-de-Marsan am 1. Oktober 1964 die ersten vier Maschinen Mirage IVA in Dienst. Die französischen Luftstreitkräfte hatten zunächst 50 Exemplare bestellt und orderten später weitere zwölf Maschinen, die bis zum März 1968 in Bordeaux-Merignac gefertigt wurden. Das zweite Baulos der Flugzeuge konnte dabei anstelle der Bewaffnung auch CT-52-Aufklärungsbehälter tragen. Die Streitkraft, drei Staffeln stark (um die 45 von 62 insgesamt gebauten Flugzeugen), wurde von zwölf KC-135-Tankern versorgt. Im Ernstfall war geplant, dass zwei Mirage IV von einem Tankflugzeug begleitet würden, wobei eine Mirage die Bombe, die andere weiteren Treibstoff an Bord hätte, um dann, wenn der Tanker nicht weiter ins Zielgebiet vordringen könnte, als „Zweittanker“ zu dienen.
Der einzige scharfe Einsatz war eine Versuchsmission (Operation Tamoure), bei der am 19. Juli 1966 eine Mirage IV im Südpazifik etwa 500 km vom Atoll Hao entfernt eine 70-Kilotonnen-Bombe abwarf.
Um zu gewährleisten, dass die Bomber binnen kürzester Zeit einsatzbereit waren, wurden 80 Prozent Einsatzbereitschaft zu jeder Zeit aufrechterhalten. Ein Flugzeug war (je nach Bedrohungsstufe) rund um die Uhr in sofortiger, 5- oder 15-Minuten-Alarmbereitschaft. Es bestand die Möglichkeit, die Mirage IV mit Startraketen auszustatten.
Ab 1971 waren zwölf Flugzeuge zur Aufnahme des halbversenkten Aufklärungsbehälters CT 52 ausgerüstet, der Rest der Flotte wurde später nachgerüstet. Ab 1974 war die Aufklärer-Mirage IV bis ins Jahr 1987 im Libysch-Tschadischen Grenzkrieg eingesetzt worden.
Als im September 1979 klar wurde, dass die Mirage 2000N, für die der Abstandsflugkörper ASMP entwickelt wurde, erst viel später in Dienst gestellt werden könnte, wurde die Entscheidung für einen Umbau der Mirage IV gefällt. Die nun unter der Bezeichnung Mirage IVP (P für Penetration) geführten Flugzeuge wurden speziell für den Tiefflugeinsatz umgebaut. Im Rahmen der Umbauarbeiten wurde die Avionik erneuert, die nun über ein Tiefflugangriffssystem auf Basis dualer Trägheitsnavigation (gegenüber dem üblichen Doppler-Navigationssystem) sowie über ein Arcana-Impuls-Doppler-Radar von Thomson-CSF verfügte. Für die elektronische Kriegführung wurden Störsender und Düppelwerfer in die Maschinen eingebaut. Der Erstflug der ersten umgebauten Maschine erfolgte am 12. Oktober 1982. Im Mai 1986 wurden die ersten von 18 nachgerüsteten Mirage-IV-Jets (nach einem Unfall wurde später eine weitere Maschine umgerüstet) in Dienst gestellt.
Die Maschinen blieben als Atombomber bis zu ihrer offiziellen Außerdienststellung am 4. Juli 1996 und Ersatz durch die Mirage 2000N im Einsatz. Bis am 23. Juni 2005 dienten die verbliebenen Flugzeuge als strategische Aufklärer, die auch in Bosnien (1995), Kosovo (1998), Irak (1998 und 2003) und in Afghanistan (2001) zum Einsatz kamen.
20 Maschinen sind noch heute auf dem Militärflugplatz Chateaudun eingelagert, der Rest ist in Museen oder auf Fliegerhorsten zu sehen.

## Zwischenfälle
Vom Erstflug 1959 bis zum Betriebsende 2005 kam es mit Dassault Mirage IV zu 20 Totalschäden von Flugzeugen. Bei 8 davon kamen insgesamt 14 Menschen ums Leben.

## Technische Daten
| Kenngröße                | Daten |
| ------------------------ | --- |
| Länge                    | 23,50 m |
| Spannweite               | 11,84 m |
| Höhe                     | 5,56 m |
| Flügelfläche             | 78 m² |
| Streckung                | 1,8 |

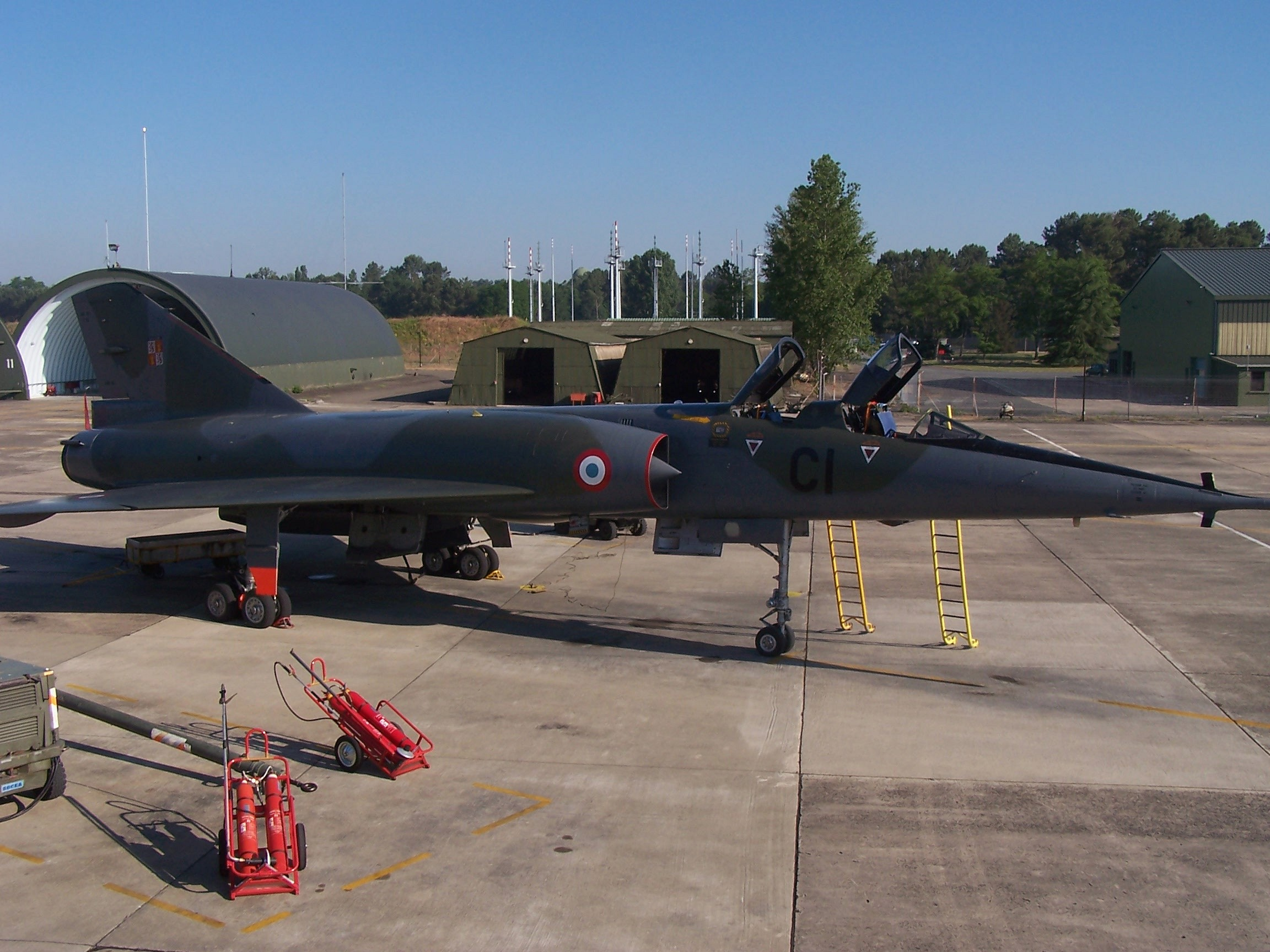
Eine Mirage IV in der modernisierten P-Version

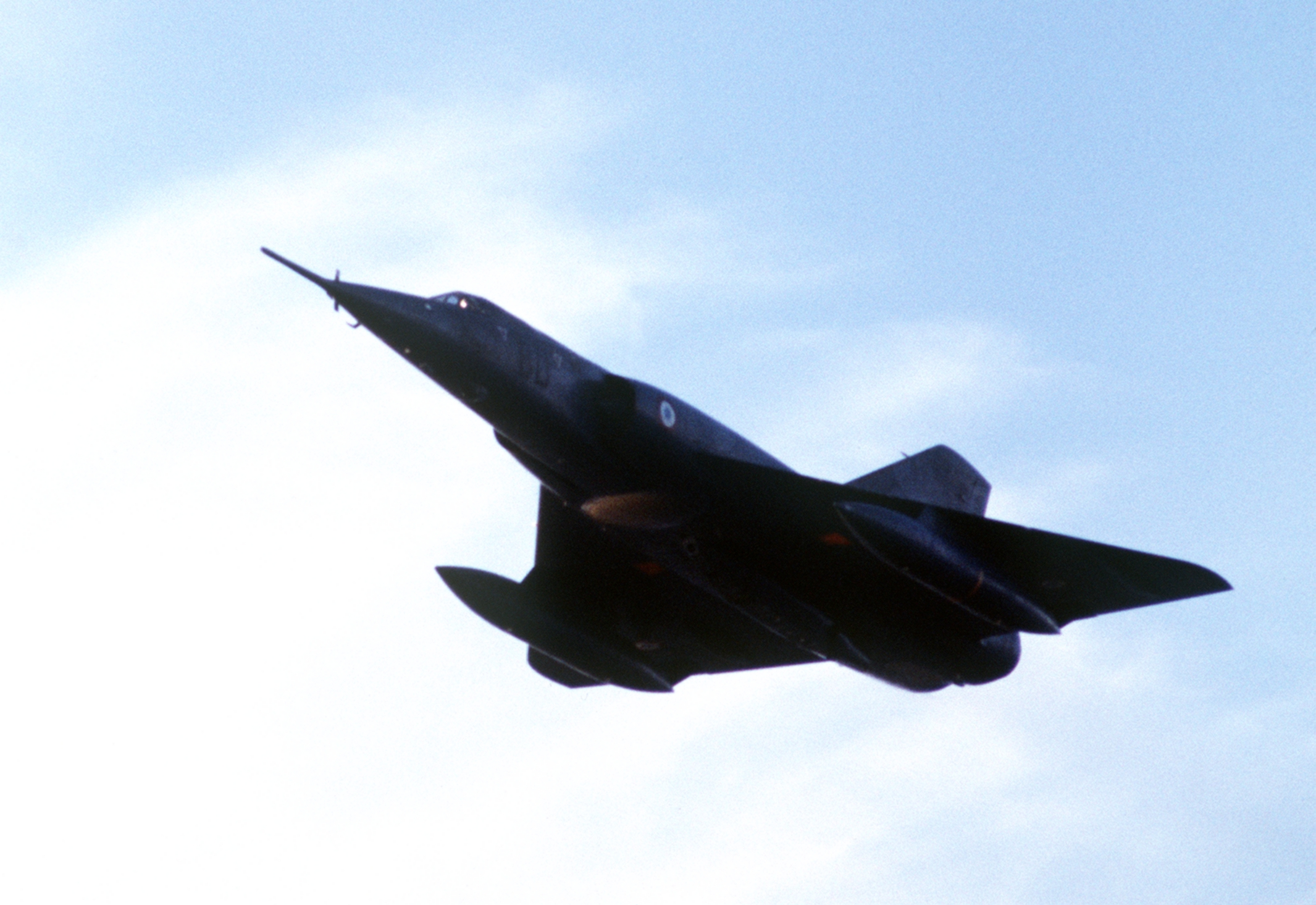
Eine Mirage IV im Flug

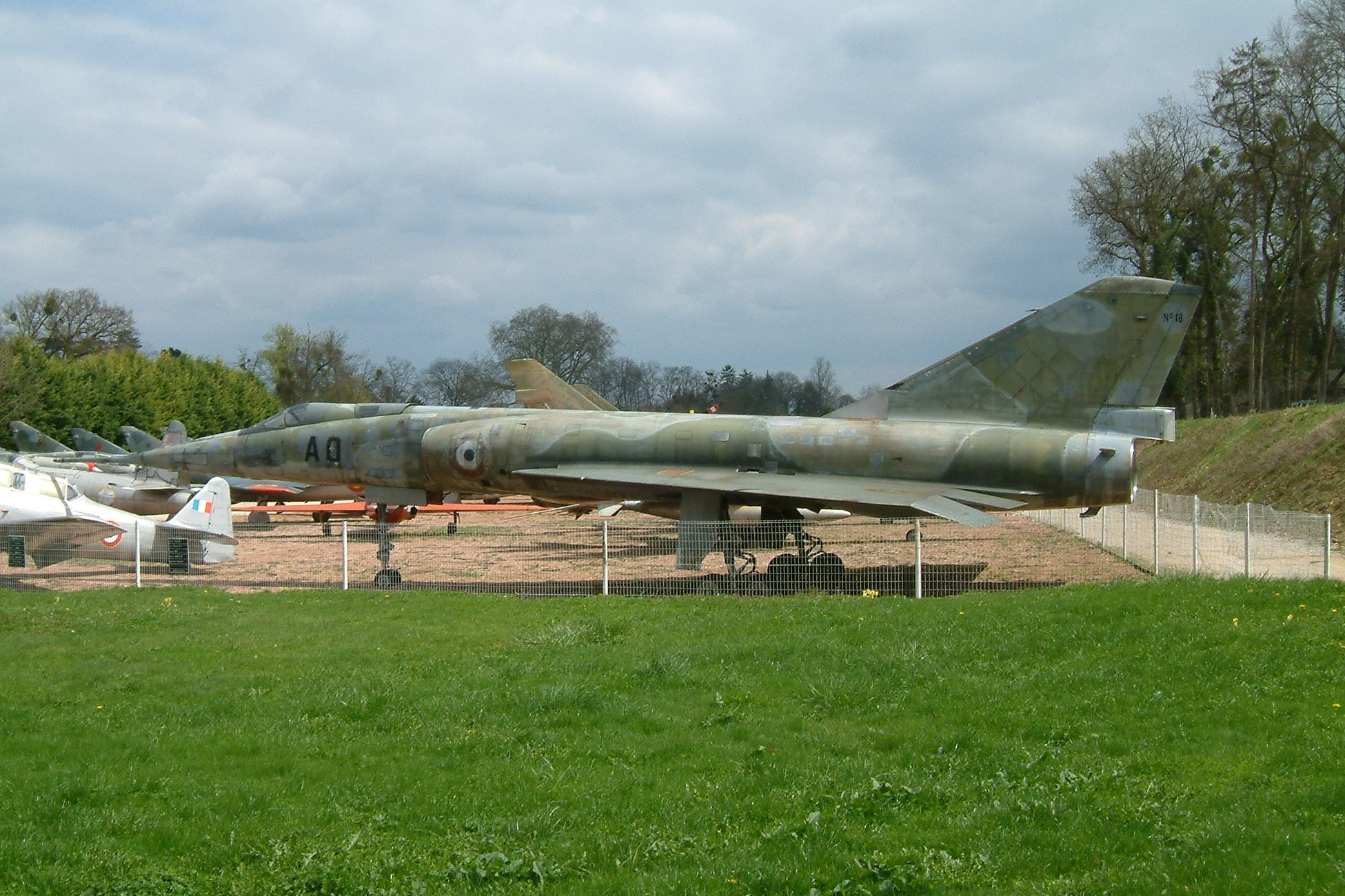
Eine Mirage IV im Museum

| Tragflächenbelastung:    | - minimal (Leermasse): 186 kg/m² - nominal (normale Startmasse): 405 kg/m² - maximal (maximale Startmasse): 429 kg/m² |
| Leermasse                | 14.500 kg |
| normale Startmasse       | 31.600 kg |
| maximale Startmasse      | 33.475 kg |
| Höchstgeschwindigkeit    | Mach 2,2 bzw. 2.340 km/h (in 10.975 m Flughöhe)                                                                       |
| Dienstgipfelhöhe         | ca. 20.000 m |
| maximale Steigrate       | ? |
| Einsatzradius:           | - 2477 km (auf optimaler Flughöhe) - 1240 km (im Tiefflug)                                                            |
| Überführungsreichweite   | ca. 4000 km |
| Besatzung                | 2 |
| Triebwerk                | 2 × SNECMA Atar-9K-50-Strahltriebwerke                                                                                |
| Schubkraft               | 2 × 68,67 kN (mit Nachbrenner)                                                                                        |
| Schub-Gewicht-Verhältnis | - maximal (Leermasse): 0,97 - nominal (normale Startmasse): 0,44 - minimal (maximale Startmasse): 0,42                |

### Bewaffnung
Waffenlast von bis zu 7.257 kg an fünf Außenlaststationen unter den beiden Tragflächen und unter dem Rumpf
Marschflugkörper
- 1 × Aérospatiale Air Sol Moyenne Portée (ASMP) – Marschflugkörper mit 300-kt-Nuklearsprengsatz

Ungelenkte Bomben
- 16 × Société des Ateliers Mécaniques de Pont-sur-Sambre (SAMP) BL EU 3 (500-kg-Freifallbombe)
- 6 × Société des Ateliers Mécaniques de Pont-sur-Sambre (SAMP) BL 4 (1000-kg-Freifallbombe)

Kernwaffen
- 1 × CEA AN-22 – freifallende 700-kg-Nuklearbombe, Sprengkraft 70 Kilotonnen
- 1 × CEA AN-11 – freifallende 1.500-kg-Nuklearbombe, Sprengkraft 60 Kilotonnen

Zusatzbehälter
- 2 × abwerfbarer Zusatztank für 2.500 Liter Kerosin
- 1 × CT52-Aufklärungsbehälter

### Selbstverteidigungssysteme
- 1 × SAAB BOZ-103-Täuschkörperwerfer mit 18 × 50-mm-Täuschkörperpatronen Düppel oder Hitzefackeln
- 1 × Thompson-CSF Barax NG – EKF-Störbehälter
- 2 × Philips-Matra Phimat – Täuschkörperwerfer mit 210 Düppel-Patronen
- interner Täuschkörperwerfer Alkan F1A